# Сто и трети пехотен полк
Сто и трети пехотен полк е български полк взел участие в Първата (1915 – 1918) и Втората световна война (1941 – 1945).

## Формиране
Историята на полка започва на 13 септември 1913 когато в Сливен съгласно предписание №3173 от 11 септември в четири дружинен състав е формиран Трети етапен полк (Трета дивизионна област).

## Първа световна война (1915 – 1918)
Взема участие в Първата световна война (1915 – 1918), като конвоира и охранява пленници, поправя пътища, охранява телеграфни, въздушни и ЖП линии. Участва в действията на 2–ра армия. На 10 ноември 1918 полкът попада във френски плен и остава в заложничество. След края на войната, 6 септември 1919 се завръща в Сливен и е демобилизиран и разформирован.

## Втора световна война (1941 – 1945)
По време на Втората световна война (1941 – 1945), през 1941 година е към 29-и пехотен ямболски полк се формира Трета етапна дружина от трети етапен полк, която е съсредоточена в района на Елхово, Ямбол и Бургас. На 11 декември 1941 е демобилизирана.
Две години по-късно, на 9 март 1943 отново в Ямбол е формиран Трети етапен полк, който се състои от щаб, домакинство, 1/3 етапна дружина, 3/3 етапна дружина, 1/2 етапна подвижна дружина, 3/1 корпусна охранителна рота, 2/3 етапна охранителна дружина, 4-ти и 5-и противовъздушен взвод „Хочкис“. В периода 1943 – 1944 полкът е част от 1-ви окупационен корпус, като на 30 март 1943 влиза в състава на новосформираната 22-ра пехотна дивизия. На 15 декември 1943 година съгласно поверително писмо №1091 е преименуван на Сто и трети пехотен полк. Взема участие в първата фаза на заключителния етап на войната (9 – 19 септември 1944). През декември 1944 година е демобилизиран и разформирован.

## Командири
Званията са към датата на заемане на длъжността.
| № | звание    | име           | дати                 |
| - | --------- | ------------- | -------------------- |
|   | Полковник | Крум Георгиев | Втора световна война |

## Наименования
През годините полкът носи различни имена според претърпените реорганизации:
- Трети етапен полк (13 септември 1913 – 6 септември 1919)
- Трета етапна дружина (1941 – 11 декември 1941, 9 март 1943 – 15 декември 1943)
- Сто и трети пехотен полк (15 декември 1943 – декември 1944)